# Kootenays (peuple)
Pour les articles homonymes, voir Kootenay (homonymie).
Les Kootenays, ou Ktunaxa en kootenay ([kʰtʰuˈnaxa]), sont un peuple amérindien de l'Amérique du Nord vivant dans les montagnes Rocheuses et le sillon des Rocheuses.  Ceux-ci sont regroupés au sein de la confédération des tribus Salish et Kootenai aux États-Unis et de la nation Ktunaxa en Colombie-Britannique.
Leur langue, le kootenay ou kutenai, est un isolat linguistique.

## Localisation
La nation se partage en six bandes, quatre au Canada et deux aux États-Unis, qui sont toutes affiliées au conseil de la nation Ktunaxa.  Ces nations sont les Premières Nations Ɂakisq̓nuk,  Yaq̓it ʔa·knuqⱡi’it (Tobacco Plains), ʔaq̓am (St. Mary), et Yaqan nuʔkiy (Lower Kootenay) au Canada  et les Ktunaxa de l'Idaho, ʔaq̓anqmi (Bonners Ferry) et les Ktunaxa du Montana, K̓upawiȼq̓nuk (Elmo), aux États-Unis.